# Amazia
株式会社Amazia（アメイジア、英: Amazia,inc.）は東京都渋谷区南平台町に本社のあるIT企業。
スマホ向けに無料で読めるマンガアプリ「マンガBANG!」を運営している。

## 概略
2009年10月に設立された株式会社Amaziaは、「世界にチャレンジするインターネットサービスを創る」を経営理念に掲げ、2014年11月に無料のマンガアプリ「マンガBANG!」をスタートした。
2018年12月には、東京証券取引所マザーズ（現グロース市場）へ上場した。
現在、無料モデルの漫画アプリ「マンガBANG!」は国内最大級のマンガアプリに成長し、Amaziaは、そのマンガの一部を課金したり、そのサイトの広告収入で稼ぐビジネスを展開している。また、「マンガ BANG!」より誕生したオリジナルマンガレーベル「マンガ BANG! コミックス」では、マンガ BANG!で人気の恋愛、アングラ、異世界ファンタジー作品を中心としたオリジナルマンガを配信している。

## 沿革
- 2009年10月 - 東京都渋谷区道玄坂に「株式会社Amazia」の設立（資本金500万円）
- 2010年7月 - 共同購入クーポンサイト「GroupMall」サービス提供開始
- 2010年9月 - 株式会社イデアコミュニケーション（シーエー・モバイルの元子会社）を吸収合併
- 2011年10月 - Amaziaの本社を東京都渋谷区円山町に移転
- 2014年11月 - フリーミアム型マンガアプリ「マンガBANG!」をサービス提供開始
- 2015年8月 - 「マンガBANG!」における電子書籍配信作品数強化を図るため、株式会社メディアドゥとの資本業務提携を締結
- 2015年11月 - フリーミアム型マンガアプリ「マンガBANG!」ストア機能追加
- 2016年７月 - Amaziaの本社を東京都渋谷区円山町内に移転
- 2017年5月 - 「マンガBANG!」WEB配信サービス提供開始
- 2017年12月 - マンガ投稿サービス「マンガEpic!」をサービス提供開始
- 2018年12月 - Amaziaが東京証券取引所マザーズ（現・グロース市場）に株式上場
- 2019年1月 - Amaziaの本社を東京都渋谷区南平台町に移転
- 2020年6月 - 女性向けエンタメアプリ「Palfe（パルフェ）」（現　女性向けマンガアプリ「マンガトート」）をサービス提供開始
- 2020年10月 - 海外向けアニメ・マンガ関連英語ニュースサイト「Tokyo Anime News」をサービス提供開始
- 2021年3月 - 海外向けマンガアプリ 「Manga Flip」 をサービス提供開始
- 2021年4月 - 一二三書房と提携し、オリジナルマンガレーベル 「マンガBANGコミックス」 創刊[4]
- 2022年3月 - 女性向けマンガ・エンタメ情報アプリ 「Palfe」 を女性向けマンガに特化したアプリ「マンガトート」にリニューアル[5]
- 2023年2月 - 海外向けマンガアプリ「Manga Flip」に課金モデルを導入し「MANGA BANG!」としてリニューアル
- 2023年8月 - オリジナル作品を先行配信する 「マンガBANGコミックス Web」 をリリース[6][7]
- 2023年10月 - WEB配信サービス「マンガBANG!」を「マンガBANGブックス」としてリニューアル[8]
- 2024年3月 - 子会社株式会社Amazia Linkを設立し、海外向けマンガアプリ「MANGA BANG!」を事業譲渡[9]
- 2024年3月 - 株式会社WithLinksの新株予約権を行使して子会社化[10]

## サービス
- マンガBANG!：マンガアプリ
- マンガBANGブックス：WEBマンガ配信サービス
- マンガトート：女性向けマンガアプリ
- マンガBANGコミックス：オリジナルマンガレーベル。紙単行本は一二三書房より発売
- マンガBANGコミックス Web：オリジナルマンガのWEB先行配信サービス
- MANGA BANG!：北米向けマンガアプリ

## トラブル・不祥事
「マンガBANG！」における配信トラブル
2018年、Amaziaが運営するウェブサイト「マンガBANG！」にて、配信を了承していないのに無料で作品が配信されているとして漫画家から抗議を受けた。Amaziaは当該作品の配信を停止し、配信を許諾した日本文芸社に事実確認を行った。日本文芸社は誤って配信を許諾したことを認め、漫画家とAmaziaに謝罪した。
不手際による作品連載打ち切り
「マンガBANG」で連載していた『勇者の母ですが、魔王軍の幹部になりました。』（原作：野山歩、作画：ツヅル）が、Amazia側の不手際により、打ち切る形で連載を終了することが2023年12月18日に発表された。Amaziaによれば、他出版社から紙単行本を発行するライセンスアウトの提案が来ていたが、この時点で既に自社で紙単行本の第1巻を発売していたことを理由として拒否、さらにツヅルに対し1年以上報告していなかったことを明らかにした。
ツヅル側も自身のSNSでこのことを報告、その中で編集部から度重なる不誠実な対応があった事、代表取締役を含む3人が直接謝罪に訪れた2日後に別件で秘匿されていた事実があったこと、話し合いを続けても内容が二転三転したことから、今後Amaziaと仕事を続けることは不可能だと判断したと経緯を明らかにしている。